# Бобан Кнежевич
Бобан Кнежевич (серб. Бобан Кнежевић, нар. 17 вересня 1959) — сербський письменник-фантаст, сценарист коміксів, редактор, видавець та культурний активіст. На думку знавців, Кнежевич є однією з «ключових особистостей» сербського художнього письменства, а його видання відрізняються «репрезентативним підбором твору».
Кнежевич активно займається письменницькою діяльністю з 1978 року. Він полишив навчання з астрономії 1981 року, аби стати професійним письменником і видавцем. Він одержав головний жанровий приз з художньої літератури імені Лазара Комарчича шість разів, а американське видання його роману "Чорна квітка" також високо оцінене серед тамтешньої критики.
Історіографи вважають Кнежевича одним з найвпливовіших діячів в історії сербської та югославської художньої літератури нарівні з Гаврилом Вучковичем, Жикою Богдановичем та Зораном Живковичем.
Він є одним із засновників і колишнім главою Товариства любителів фантастики ім. Лазара Комарчича у Белграді.

## Бібліографія

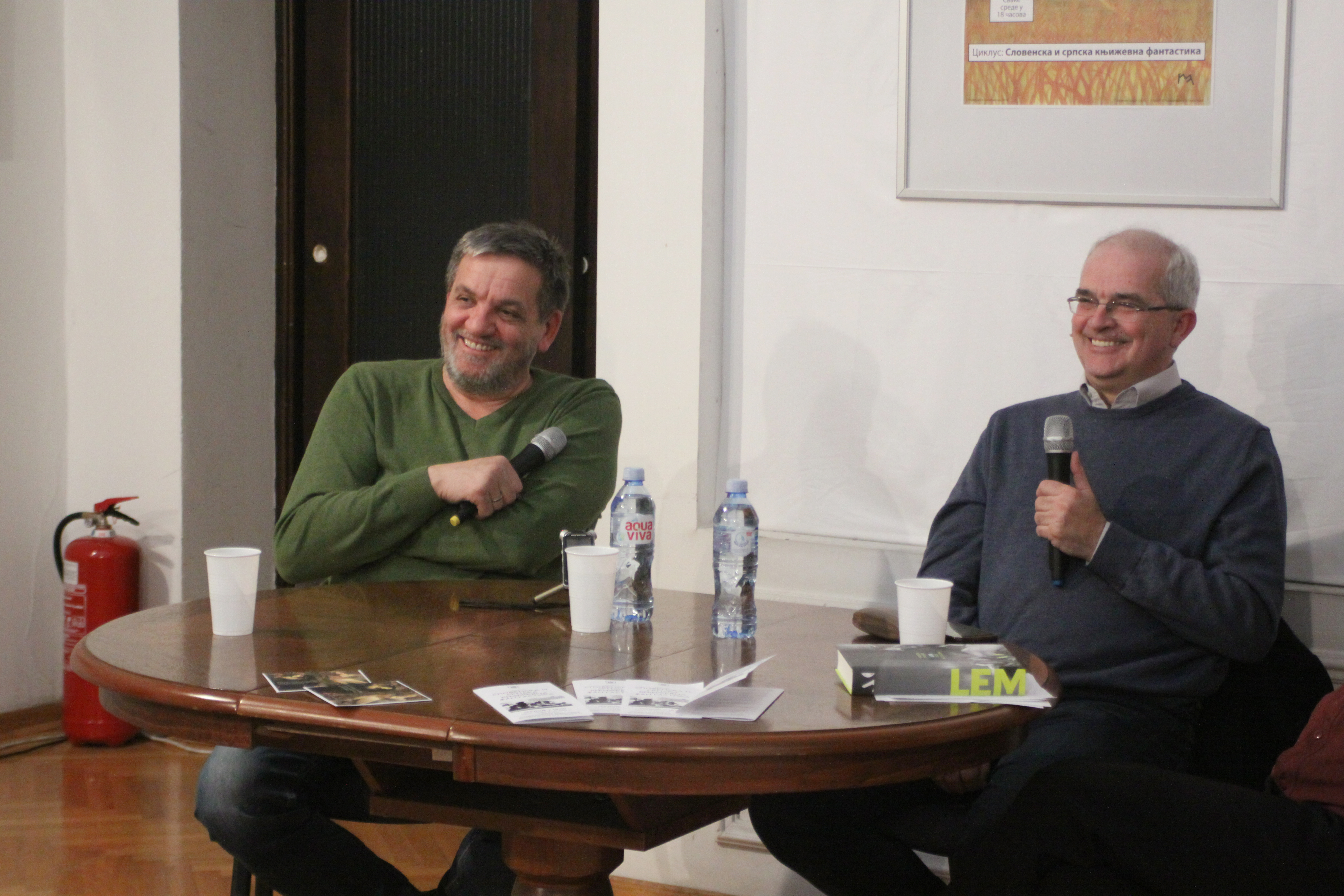
Бобан Кнежевич та Міодраґ Мілованович в Університетській бібліотеці в Белграді, 20 вересня 2019

### Книги
| Рік       | Оригінальна назва                                | Назва українською          | Тип              | Видавництво               | ISBN                   |
| --------- | ------------------------------------------------ | -------------------------- | ---------------- | ------------------------- | ---------------------- |
| 1986      | Смрт на Нептуну (під псевдонімом Andrew Osborne) | Смерть на Нептуні          | роман            | «Дневник»                 |                        |
| 1993—2011 | Црни цвет                                        | Чорна квітка               | роман            | «Просвета» (шість видань) | ISBN 978-86-7552-049-8 |
| 1996      | Човек, који је убио лептира                      | Людина, яка вбила метелика | роман            | СКЦ                       |                        |
| 2003      | Слутња андроида                                  |                            | збірка оповідань |                           | ISBN 978-86-83577-04-0 |
| 2005      | Black Blossom                                    | Чорна квітка               | роман            | «Prime Books»             | ISBN 978-1-894815-90-1 |
| 2009      | Последњи Србин                                   | Останній серб              | роман            | «Алнари»                  | ISBN 978-86-7710-414-6 |
| 2009      | Отисак звери у пепелу                            | Відбиток звіра в попелі    | збірка оповідань | «Тардис»                  | ISBN 978-86-6099-009-1 |
| 2014      | Слободанида                                      | Слободаніда                | роман            | «Еверест медиа»           | ISBN 978-86-7756-040-9 |

### Важливі антології
- Тамни вилајет 1, Знак Сагите, Београд, 1987.
- Тамни вилајет 1а, Знак Сагите, Белград, 1987.
- Тамни вилајет 2, Знак Сагите, Белград, 1992.
- Тамни вилајет 3, Знак Сагите, Белград, 1993.
- Тамни вилајет 4, Знак Сагите, Белград, 1996. ISBN 978-86-7756-008-9.
- Нова српска фантастика, СИЦ, 1994. ISBN 978-86-7339-018-5.
- „Фантастична реч“, Књижевна реч, № 492/493, Белград, 1997.
- Трифид, автори: Драґан Р. Филипович, Ґоран Скробоня і Бобан Кнежевич; Книгарня „Алан Форд“, 2001. ISBN 978-86-83577-01-9.

## Редакторська та видавнича справа
З 1984 року видання Кнежевицького лейбла «Знак Сагітов» і супутні літературні конкурси стали найзначущими у сучасному сербському і хорватському художньому письменстві, і багато авторів досягли значної частини своєї творчості або навіть дебютували під цим лейблом: Радмило Анджелкович, Ілія Бакич, Лідія Беатович, Зоран Якшич, Невен Йованович, Владимир Лазович, Александар Маркович, Дарко Мацан, Іван Нешич, Ото Олтвані, Ліліана Праізович, Ґоран Скробоня, Зоран Стефанович, Даніела Танаскович, Драґан Р. Філіпович, Єлена Джюрович тощо.
Кнежевич також склав чотири важливі збірники югославських художніх авторів «Тамни вилајет» (1988, 1992, 1993, 1996), а також «Нова српска (алтернативна) фантастика» (1994, під редакцією Сави Дам'янова), тему «Фантастична реч» у «Књижевна реч» та інші.
Він був редактором періодичних видань для наукової фантастики «Алеф» (1986–1991), «Perpetuum Mobile», «Знак Сагите» (від 1993), поряд з прозою «Емитор», яку редагував довгий час.
Окрім письменства, він як редактор зробив великий вплив на сцену коміксів колишньої Югославії, спочатку через редагування журналів, а потім як редактор, видавець та продюсер десятків монографій світової та місцевої спадщини. З 2005 по 2011 рік він був одним із редакторів видавничої компанії «Бели пут», що спеціалізується на кращих витворах американських і французьких коміксів. Наразі через своє власне видавництво «Еверест медиа» друкує найкращі твори коміксів та югославської художньої літератури, включаючи капітальні видання, такі як монографічний передрук коміксу «Дикан» або зібрання творів Лавкрафта. У складі Товариства митців коміксів Сербії виступає продюсером монографій, каталогів та інших видань.

## Нагороди та визнання
- Нагорода ім. Лазара Комарчича за найкращу вітчизняну історію 1985 року („Ноћ која неће доћи“)
- Нагорода ім. Лазара Комарчича за найкращу вітчизняну історію 1986 року („Дан четрнаести“)
- Нагорода ім. Лазара Комарчича за найкращу вітчизняну історію 1993 року („Онај који нема душу“)
- Нагорода ім. Лазара Комарчича за найкращу вітчизняну історію 1993 року (Црни цвет)
- Нагорода ім. Лазара Комарчича за найкращу вітчизняну історію 1994 року („Просјак и коцкар“)
- Нагорода ім. Лазара Комарчича за найкращу вітчизняну історію 1995 року

## Зовнішні посилання
- Boban Knežević – офіційний сайт [Архівовано 27 листопада 2021 у Wayback Machine.]
- Товариство любителів фантастики імені Лазара Комарчича [Архівовано 27 жовтня 2019 у Wayback Machine.]
- Видавництво „Еверест медиа“ [Архівовано 29 вересня 2018 у Wayback Machine.]
- Видавництво „Бели пут“ [Архівовано 6 червня 2011 у Wayback Machine.]
- Видання „Знак Сагите“ [Архівовано 4 жовтня 2019 у Wayback Machine.]
- Бібліотека сербської та південнослов'янської фантастики [Архівовано 14 вересня 2019 у Wayback Machine.] (Проект Растко)
- Дослідження літературної фантастики в Сербії [Архівовано 16 вересня 2021 у Wayback Machine.]